# Farinera de la Creueta
Farinera és una obra de Quart (Gironès) inclosa a l'Inventari del Patrimoni Arquitectònic de Catalunya.

## Descripció
Edifici de planta rectangular, dos pisos i teulada a dues vessants. La façana principal està dividida en tres cossos verticals. Els dos laterals consten d'una finestra rectangular partida en tres per pilastres de maons i una altra amb arc rebaixat. El central té una finestra geminada i dues de rectangulars i al capdamunt presenta decoració geomètrica amb línies de maons. El parament arrebossat de color rosat combina amb el rajol vermell.

## Història
Data de mitjans del segle xviii. Es va rehabilitar (1996) en el seu interior, manca una rehabilitació de l'exterior.